# Słosinko (przystanek kolejowy)
Słosinko – przystanek kolejowy, a dawniej węzłowa stacja kolejowa w Słosinku, w województwie pomorskim, w Polsce, na linii kolejowej nr 405, łączącej stację Piła Główna z Ustką. Dawniej odgałęziała się tutaj linia nr 413 w kierunku Człuchowa, jednak obecnie jest ona nieczynna i nieprzejezdna, a torowisko zostało w większości rozebrane.

## Ruch pasażerski
| Rok  | Wymiana pasażerska na dobę |
| ---- | -------------------------- |
| 2017 | 20-49                      |
| 2022 | 20-49                      |